# Мінерал (Вашингтон)
Мінерал (англ. Mineral) — переписна місцевість (CDP) в США, в окрузі Льюїс штату Вашингтон. Населення — 193 особи (2020).

## Географія
Мінерал розташований за координатами 46°43′9″ пн. ш. 122°11′10″ зх. д. / 46.71917° пн. ш. 122.18611° зх. д. (46.719299, -122.185993).  За даними Бюро перепису населення США в 2010 році переписна місцевість мала площу 1,72 км², уся площа — суходіл.

## Демографія
Згідно з переписом 2010 року, у переписній місцевості мешкали 202 особи в 98 домогосподарствах у складі 65 родин. Густота населення становила 117 осіб/км².  Було 128 помешкань (74/км²).
Расовий склад населення:
| - 97,5 % — білих - 1,5 % — корінних американців - 0,5 % — вихідців з тихоокеанських островів - 0,5 % — чорних або афроамериканців |

До двох чи більше рас належало 0,0 %. Частка іспаномовних становила 0,0 % від усіх жителів.
За віковим діапазоном населення розподілялося таким чином: 8,9 % — особи молодші 18 років, 60,4 % — особи у віці 18—64 років, 30,7 % — особи у віці 65 років та старші. Медіана віку мешканця становила 56,8 року. На 100 осіб жіночої статі у переписній місцевості припадало 104,0 чоловіків;  на 100 жінок у віці від 18 років та старших — 104,4 чоловіків також старших 18 років.
Середній дохід на одне домашнє господарство  становив 33 131 долар США (медіана — 32 588), а середній дохід на одну сім'ю — 74 742 долари (медіана — 78 500). 
Цивільне працевлаштоване населення становило 62 особи. Основні галузі зайнятості: науковці, спеціалісти, менеджери — 82,3 %, роздрібна торгівля — 9,7 %, публічна адміністрація — 8,1 %.